# Współrzędne geodezyjne

Elipsoida ziemska

Współrzędne geodezyjne (elipsoidalne, krzywoliniowe) – w przeciwieństwie do współrzędnych geograficznych powierzchnią odniesienia nie jest kula, lecz elipsoida obrotowa.
B – szerokością geodezyjną B punktu P nazywamy kąt, jaki normalna do elipsoidy w punkcie P tworzy z płaszczyzną równika.
L – długością geodezyjną L punktu P położonego na elipsoidzie nazywamy kąt między płaszczyzną elipsy południkowej tego punktu i płaszczyzną pewnej elipsy południkowej obranej za początkową.
H – wysokością geometryczną (elipsoidalną) nazywamy odległość mierzoną od powierzchni elipsoidy geocentrycznej (dowolnej elipsoidy) do punktu na fizycznej powierzchni Ziemi po normalnej do elipsoidy.
P – punkt na powierzchni elipsoidy,
P0 – rzut punktu P na płaszczyznę równika,
B0 – równik,
L0 – Południk początkowy (np. południk Greenwich),
BP – szerokość geodezyjna punktu P,
LP – długość geodezyjna punktu P,
φ – szerokość geocentryczna,
p – promień równoleżnika punktu P,
a – duża półoś elipsoidy,
b – mała półoś elipsoidy.

## Współrzędne kartezjańskie punktu leżącego na wysokości H nad elipsoidą
{\displaystyle X=(N+H)\cos B\cdot \cos L}
{\displaystyle Y=(N+H)\cos B\cdot \sin L}
{\displaystyle Z=(N(1-e^{2})+H)\cdot \sin B}
gdzie:
N – promień przekroju w pierwszym wertykale
{\displaystyle N={\frac {a}{\sqrt {1-e^{2}\cdot \sin ^{2}B}}}}
e – mimosród elipsoidy
{\displaystyle e^{2}={\frac {a^{2}-b^{2}}{a^{2}}}}